# 네이티브 (영화)
《네이티브》(영어: Native)는 영국에서 제작된 대니얼 피츠시먼스 감독의 2016년 SF 드라마 영화이다. 루퍼트 그레이브스 등이 출연하였다.

## 출연진
- 루퍼트 그레이브스
- 엘리 켄드릭
- 리앤 베스트
- 폴리애나 매킨토시
- 이언 하트